# Ponte do Arco-Íris
A Ponte do Arco-Íris é o tema de várias peças de poesia do fim do século XX que diz respeito a um lugar repleto de natureza em que os animais de estimação vão morar após a morte para, eventualmente, se reunirem com seus donos a posteriori. Essa crença possui muitos precedentes, inclusive semelhanças com a ponte Bifrost presente na Mitologia Nórdica.

## Plano de fundo
O conceito de um paraíso onde os animais esperam seus donos apareceu bem mais cedo no pouco conhecido Beautiful Joe's Paradise, sequencia do livro Beautiful Joe. Nesse lugar verde e cheio de plantas, os animais não somente esperam seus donos como também se ajudam a crescer e a superar mal-tratos que passaram durante a vida. No livro, os animais chegam ao paraíso animal por um balão, não por uma ponte.
A primeira menção da "Ponte do Arco-Íris" na internet é uma postagem no fórum rec.pets.dogs e data de 7 de janeiro de 1993. A postagem cita um poema de uma edição anterior à década de 1930 da Mid-Atlantic Great Dane Rescue League Newsletter, que por sua vez teria citado o excerto da Akita Rescue Society of America. Outras postagens de 1993 sugerem que a passagem já estava circulando de forma difundida na internet à época.